# Hertha Feist
Hertha Hedwig Elise Anna Feist (* 18. Juni 1896 in Berlin; † 9. Juli 1990 in Hannover) war eine deutsche Tänzerin und Choreografin.

Nach ihrer Ausbildung zur Mensendieck-Pädagogin studierte sie Gymnastik bei Rudolf Bode sowie Tanz bei Olga Desmond und Rudolf von Laban. Feist gehörte Labans Tanzgruppe an, wurde 1922 seine Assistentin und eröffnete 1923 in Berlin-Halensee eine Schule für Tanz und Gymnastik, an der sie im Sinne von Labans körperbetonender Bewegungslehre unterrichtete.
1925 trat sie mit den von ihr geleiteten Berliner Bewegungschören Laban auch solistisch auf, zum Beispiel in Agamemnons Tod, ebenso 1926 gemeinsam mit ihrem Meister und der Berliner Labangruppe Hertha Feist in seinem Don Juan und veranstaltete 1926 ihren ersten eigenen Tanzabend. Sie kreierte eigene „Tanzdichtungen“, von denen 1928 Die Berufung die bekannteste wurde, und leitete eine eigene Kammertanzgruppe Hertha Feist, die auch am Theater und im Film mitwirkte. So trat diese beispielsweise 1926 in Kostümen von Lotte Pritzel und zur Musik von Klaus Pringsheim in Anja und Esther von Klaus Mann auf und war in einem 1929 von der Novembergruppe im Gloria-Palast-Kino am Berliner Kurfürstendamm und gleichzeitig in New York und Paris uraufgeführten Film Hände (Stella F. Simon / Miklos Bandy) zu sehen. Unterstützt von Carl Diem hatte Hertha Feist außerdem 1924 an der Deutschen Hochschule für Leibesübungen in Berlin die tänzerische Erziehung der Sportstudenten übernommen. An der Hochschule war ihr wichtigstes Anliegen die Integration des Tanzes in das Sportstudium. Hertha Feist unterrichtete zuletzt 1952 bis 1965 an der Volkshochschule Hannover.
Zu ihren Schülern der 1920er Jahre gehörten der später als Choreograph bekannte Aurel von Milloss, der 1927 mit ihrer Schülergruppe u. a. Die Puppenfee einstudierte, und 1922 bei Laban in Gleschendorf die späteren Solotänzerinnen Laura Oesterreich und Lucie Kieselhausen. Ihr Nachlass befindet sich im Deutschen Tanzarchiv Köln.
Am 17. August 1940 heiratete sie den Sänger und Rezitator Walter Lichterfeld (1890–1963).

## Auszeichnungen und Ehrungen
- Ehrenmitglied der Deutschen Akademie des Tanzes
- Die Stadt Hannover hat 2017 einen Weg nach Hertha Feist benannt.